# Prainha (Pará)
Prainha é um município brasileiro do estado do Pará, pertencente à Mesorregião do Baixo Amazonas. Localiza-se no norte brasileiro, a uma latitude 01º48'00" sul e longitude 53º28'48" oeste.

## História
O primeiro povoado  teve sua origem na margem do Rio Urubuquara, e possuía a denominação de Outeiro. Dado seu difícil acesso, seus moradores o transferiram para as margens do Rio Amazonas principal via fluvial da região.
A transferência do povoamento urbano foi de fundamental importância devido a facilidade das grandes embarcações poderiam atracar as margens do Rio Amazonas permitindo assim o comercio.
Foi elevado à categoria de freguesia, em 1758, por Francisco Xavier de Mendonça Furtado. E, com a Lei Provincial nº 941, de 14 de agosto de 1879, recebeu o predicamento de vila elevando seu território a município, sendo instalado a 7 de janeiro de 1881.
Porem em 27 de dezembro de 1930 através do Decreto nº 78, o município de Prainha foi extinto e seu território anexado ao de Monte Alegre.  Tal anexação duraria apenas cinco anos pois a Lei nº 8 de 31 de outubro de 1935, lhe restabeleceu a autonomia.
Com as Leis 5.435, de 05 de maio de 1988 e 5.438, de 06 de maio de 1988, Prainha sofreu desmembramento em seu território para a criação dos municípios de Uruará e Medicilândia.
Atualmente, é constituído de três distritos: Prainha, Pacoval e Santa Maria do Uruará.

## Geografia
Localiza-se à latitude 01º48'00" sul e à longitude 53º28'48" oeste, com altitude de 70 metros. Sua população estimada em 2016 era de 29 132 habitantes, distribuídos em uma área de 14.786,987 km².